# Paint Rock (Texas)
Paint Rock es un pueblo ubicado en el condado de Concho en el estado estadounidense de Texas. En el Censo de 2010 tenía una población de 273 habitantes y una densidad poblacional de 64,12 personas por km².

## Geografía
Paint Rock se encuentra ubicado en las coordenadas 31°30′36″N 99°55′31″O / 31.51000, -99.92528. Según la Oficina del Censo de los Estados Unidos, Paint Rock tiene una superficie total de 4.26 km², de la cual 4.26 km² corresponden a tierra firme y (0%) 0 km² es agua.

## Demografía
Según el censo de 2010, había 273 personas residiendo en Paint Rock. La densidad de población era de 64,12 hab./km². De los 273 habitantes, Paint Rock estaba compuesto por el 81.68% blancos, el 0% eran afroamericanos, el 2.56% eran amerindios, el 0.73% eran asiáticos, el 0% eran isleños del Pacífico, el 12.45% eran de otras razas y el 2.56% pertenecían a dos o más razas. Del total de la población el 27.84% eran hispanos o latinos de cualquier raza.